# Antocha (Antocha) dilatata
Antocha (Antocha) dilatata is een tweevleugelige uit de familie steltmuggen (Limoniidae). De soort komt voor in het Palearctisch gebied.